# مارکوام (اورگن)
مارکوام (به انگلیسی: Marquam) یک منطقهٔ مسکونی در ایالات متحده آمریکا است که در شهرستان کلاکاماس، اورگن واقع شده‌است.